# Andree Bölken
Andree Richard Bölken, auch Andreas Bölken (* 25. Juli 1901 in Bremen; † 27. Februar 1965 ebenda) war ein deutscher Politiker (BDV, CDU) und Senator von Bremen.

## Leben
Bölken betrieb zunächst Obst- und Gemüseanbau und stellte später auf Milchwirtschaft um. Er vertrieb bald darauf unter seinem Namen Vorzugsmilch. Die Bölken Milch war ein Begriff in den Bremer Stadtteilen Horn und Schwachhausen. In den 1930er Jahren hatte Bölken am Hauptbahnhof und anderen Stellen in Bremen seine Verkaufsstellen, an denen er Milchmixgetränke verkaufte. Die Geschäfte liefen trotz des Krieges gut. 
1945 wurde Bölken vom Leiter der Landesbauernschaft Weser-Ems zum Vorsitzenden der Kreisbauernschaft Bremen bestellt. Im gleichen Jahr wurde er Senator für Ernährung, in den Senaten Vagts und Kaisen I (bis Herbst 1946). Als zunächst Parteiloser wurde er für den neuen Senat nicht wieder nominiert. Er wurde dann Mitglied der Bremer Demokratische Volkspartei (BDV) und bald darauf Mitglied der CDU. Nach dem Ausscheiden aus dem Senat blieb Bölken Leiter der Kreisbauernschaft. Von 1947 bis 1951 war er für die CDU Mitglied der Bremischen Bürgerschaft. In dieser Zeit wurde die Aufhebung seiner Immunität in der Bürgerschaft, auf Grund von Verwicklungen in Spruchkammerverfahren im Zuge der Entnazifizierung, erwogen. Bürgermeister Wilhelm Kaisen (SPD) setzte sich für ihn ein. 1948 organisierte er die erste landwirtschaftliche Ausstellung in Bremen. Bölken blieb bis 1960 Präsident der Landwirtschaftskammer Bremen und war aktiv im Ausstellungswesen. 1952 erwarb er das Gut Louisenthal mit dem Landhaus Louisenthal in Horn-Lehe, wo er ein Hotel einrichtete. 1953 trat er aus der CDU aus. 1954 richtete Bölken auf seinem Hof das Labor der zentralen Selbstkontrolle des Bundesverbandes der deutschen Vorzugsmilcherzeuger e. V. ein. 
1954 gehörte er einem Ausschuss an für die Errichtung einer Stadthalle Bremen. 1955 kaufte er im Namen der Bremer Messe- und Ausstellungs-Gesellschaft eine Sporthalle auf der Bürgerweide, um mit deren Abriss den Bau der Stadthalle zu ermöglichen. 
Bölken  war seit dem Jahr 1951 Kaufmännisches Mitglied der Stiftung Haus Seefahrt.
Bölken war seit dem 28. November 1936 mit Anna geb. Legenhausen (1904–1988) verheiratet. Die Eheschließung fand in Bremen statt. Andree Bölken starb am 27. Februar 1965 um 12:40 Uhr im Krankenhaus St. Joseph-Stift Bremen im Alter von 63 Jahren. Er wohnte zuletzt in der Leher-Heerstraße 113 in Bremen. Bölken war evangelischer Konfession. Er war kinderlos.

## Ehrungen
Die Senator-Bölken-Straße im Bremer Stadtteil Horn wurde nach ihm benannt.